# Улица Калинина (Брянск)
Улица Кали́нина — улица в Брянске, расположена в Советском районе, названа в честь М. И. Калинина. Является самой длинной улицей Советского района и одной из наиболее протяжённых улиц по городу в целом.

## История
Историческое название улицы — Московская улица. В начале XX века часть улицы планировали переименовать в честь брянских меценатов Павла и Семёна Могилевцевых, однако это так и не было сделано.
После Октябрьской революции Московская улица была переименована в честь Третьего Интернационала. В годы оккупации было временно восстановлено название «Московская».:47 При объединении Брянска и Бежицы в один город (1956), бежицкая улица III Интернационала сохранила своё название, а одноимённая брянская улица была переименована в улицу Калинина.

## Прилегающие улицы и площади
Улица Калинина проходит по правому берегу реки Десны, с юго-запада на северо-восток. Начало улицы примыкает к проспекту Московскому и пересекается с Красноармейской улицей, далее идут пересечения с улицей Пионерской, улицей Урицкого, улицей Фокина, бульваром Гагарина и улицей Горького — здесь расположена Славянская площадь.

## Транспорт
Улица является важной магистралью, по которой осуществляется сообщение между центральным (Советским) и левобережными Володарским и Фокинским районами города. По улице Калинина проходят троллейбусные маршруты № 1, 2, 6, 8 автобусные маршруты № 1, 2, 6 А, 11, 13, 22, 27, 27 Д, 37, 48, 103, 103 Д, 105, 105 К, 106, 115, 172, Д.

## Здания и сооружения
- 54 — Военный комиссариат по Брянской области,
- 75 — Военная комендатура Брянского гарнизона,
- 77 — Детская школа искусств № 4,
- 83 — Здание телеграфной станции, в котором размещался первый в Брянске телеграф. Памятник архитектуры.